# Paige VanZant
Paige Michelle VanZant nata Sletten (Dundee, 26 marzo 1994) è un'artista marziale mista, pugile e modella statunitense.
Combatteva nella divisione dei pesi paglia per la Ultimate Fighting Championship e nella Invicta FC.

## Caratteristiche tecniche
Paige VanZant si focalizza solitamente sul grappling aggressivo ed ha dimostrato abilità anche nello striking. Il suo stile di combattimento include il ground and pound, la boxe sporca ed un'ampia varietà di attacchi nel clinch. Quando in piedi, cerca spesso di portare l'avversaria verso i bordi della gabbia, dove utilizza ginocchiate, gomitate e pugni.
Si è inoltre distinta per la sua abilità nell'applicare pressione costante durante i suoi incontri. Qualora l'avversaria cercasse di fuoriuscire dal suo clinch, Paige cerca tipicamente di riaccorciare le distanze sin da subito. Tale abilità è stata messa in mostra all'evento UFC Fight Night 57, durante il suo incontro con Kailin Curran, dove quest'ultima non è riuscita a mantenere la distanza nei suoi confronti. Nel corso del match, durato tre round, la Herrig è stata tenuta costantemente a terra per via dell'abilità di Paige nel grappling. Ciò nonostante, la VanZant si è dimostrata abile anche nella lotta a piedi, dove si esibisce solitamente con calci alti e pugni.
Oltre alle suddette caratteristiche, la VanZant ha inoltre valenza nel jiu jitsu brasiliano, avendo conseguito una cintura blu nella disciplina.

## Carriera

### Ultimate Fighting Championship
Il 18 aprile 2015 la VanZant affronta la connazionale Felice Herrig in occasione dell'evento UFC on Fox: Machida vs. Rockhold. A seguito di una prima tornata competitiva, VanZant dimostra la sua netta superiorità nel grappling dominando l'incontro ed aggiudicandosi una decisione unanime dopo tre round.
A settembre affronta l'australiana Alex Chambers all'evento UFC 191. Dopo aver dominato la maggior parte dell'incontro con un grappling e uno striking molto aggressivo, VanZant ottenne la vittoria per sottomissione applicando un armbar nella terza ripresa.
A dicembre avrebbe dovuto affrontare Joanne Calderwood nel main event di UFC Fight Night 80. Tuttavia, il 28 ottobre, quest'ultima venne rimossa dall'evento e sostituita da Rose Namajunas. VanZant perse l'incontro venendo dominata al tappeto dal primo all'ultimo round; nonostante ciò dimostrò un'ottima difesa alle sottomissione dell'avversaria, riuscendo a fuggire da uno strangolamento da dietro e da due tentativi di armbar. Infine venne sottomessa con una rear-naked choke al quinto round.
Il 27 agosto del 2016 affrontò Bec Rawlings. A pochi secondi dall'inizio della seconda ripresa, Paige andò a segno con un calcio fintanto in salto, colpendo in pieno volto Rawlings che finì al tappeto; successivamente VanZant non trovò nessuna resistenza nel porre fine al match con il ground and pound. Inoltre venne premiata con il riconoscimento Performance of the Night.
A dicembre dovette affrontare Michelle Waterson all'evento UFC on Fox 22. VanZant venne sottomessa al primo round con uno strangolamento da dietro.

## Risultati nelle arti marziali miste
| Risultato | Record | Avversario           | Metodo                           | Evento                                  | Data              | Round | Tempo | Città                           | Note                     |
| --------- | ------ | -------------------- | -------------------------------- | --------------------------------------- | ----------------- | ----- | ----- | ------------------------------- | ------------------------ |
| Sconfitta | 8-5    | Amanda Ribas         | Sottomissione (armbar)           | UFC 251: Usman vs. Masvidal             | 12 luglio 2020    | 1     | 2:21  | Yas Island, Emirati Arabi Uniti |                          |
| Vittoria  | 8-4    | Rachael Ostovich     | Sottomissione (armbar)           | UFC Fight Night: Cejudo vs. Dillashaw   | 19 gennaio 2019   | 2     | 1:50  | Brooklyn, Stati Uniti           |                          |
| Sconfitta | 7-4    | Jessica-Rose Clark   | Decisione (unanime)              | UFC Fight Night: Stephens vs. Choi      | 14 Gennaio 2018   | 3     | 5:00  | St. Louis, Stati Uniti          |                          |
| Sconfitta | 7-3    | Michelle Waterson    | Sottomissione (rear-naked choke) | UFC on Fox: VanZant vs. Waterson        | 17 dicembre 2016  | 1     | 3:21  | Sacramento, Stati Uniti         |                          |
| Vittoria  | 7-2    | Bec Rawlings         | KO Tecnico (switch kick e pugni) | UFC on Fox: Maia vs. Condit             | 27 agosto 2016    | 2     | 0:17  | Vancouver, Canada               | Performance of the Night |
| Sconfitta | 6-2    | Rose Namajunas       | Sottomissione (rear-naked choke) | UFC Fight Night: Namajunas vs. VanZant  | 10 dicembre 2015  | 5     | 2:25  | Las Vegas, Stati Uniti          |                          |
| Vittoria  | 6-1    | Alex Chambers        | Sottomissione (armbar)           | UFC 191                                 | 5 settembre 2015  | 3     | 1:01  | Nevada, Stati Uniti             |                          |
| Vittoria  | 5-1    | Felice Herrig        | Decisione (unanime)              | UFC on Fox: Machida vs. Rockhold        | 18 aprile 2015    | 3     | 5:00  | New Jersey, Stati Uniti         |                          |
| Vittoria  | 4-1    | Kailin Curran        | KO Tecnico (pugni)               | UFC Fight Night: Edgar vs. Swanson      | 22 novembre 2014  | 3     | 2:54  | Texas, Stati Uniti              | Fight of the Night       |
| Vittoria  | 3-1    | Courtney Himes       | Sottomissione (rear-naked choke) | BCP - Cage Warriors 15                  | 6 aprile 2013     | 1     | 2:21  | Colorado, Stati Uniti           |                          |
| Sconfitta | 2-1    | Tecia Torres         | Decisione (unanime)              | Invicta FC 4: Esparza vs. Hyatt         | 5 gennaio 2013    | 3     | 5:00  | Kansas, Stati Uniti             |                          |
| Vittoria  | 2-0    | Amber Stautzenberger | Decisione (unanime)              | PFS - Premier Fight Series 2            | 22 settembre 2012 | 3     | 5:00  | Texas, Stati Uniti              |                          |
| Vittoria  | 1-0    | Jordan Nicole Gaza   | Decisione (non unanime)          | UWF - Tournament of The Warriors Finale | 30 giugno 2012    | 3     | 5:00  | Texas, Stati Uniti              |                          |